# Eugen Dühring

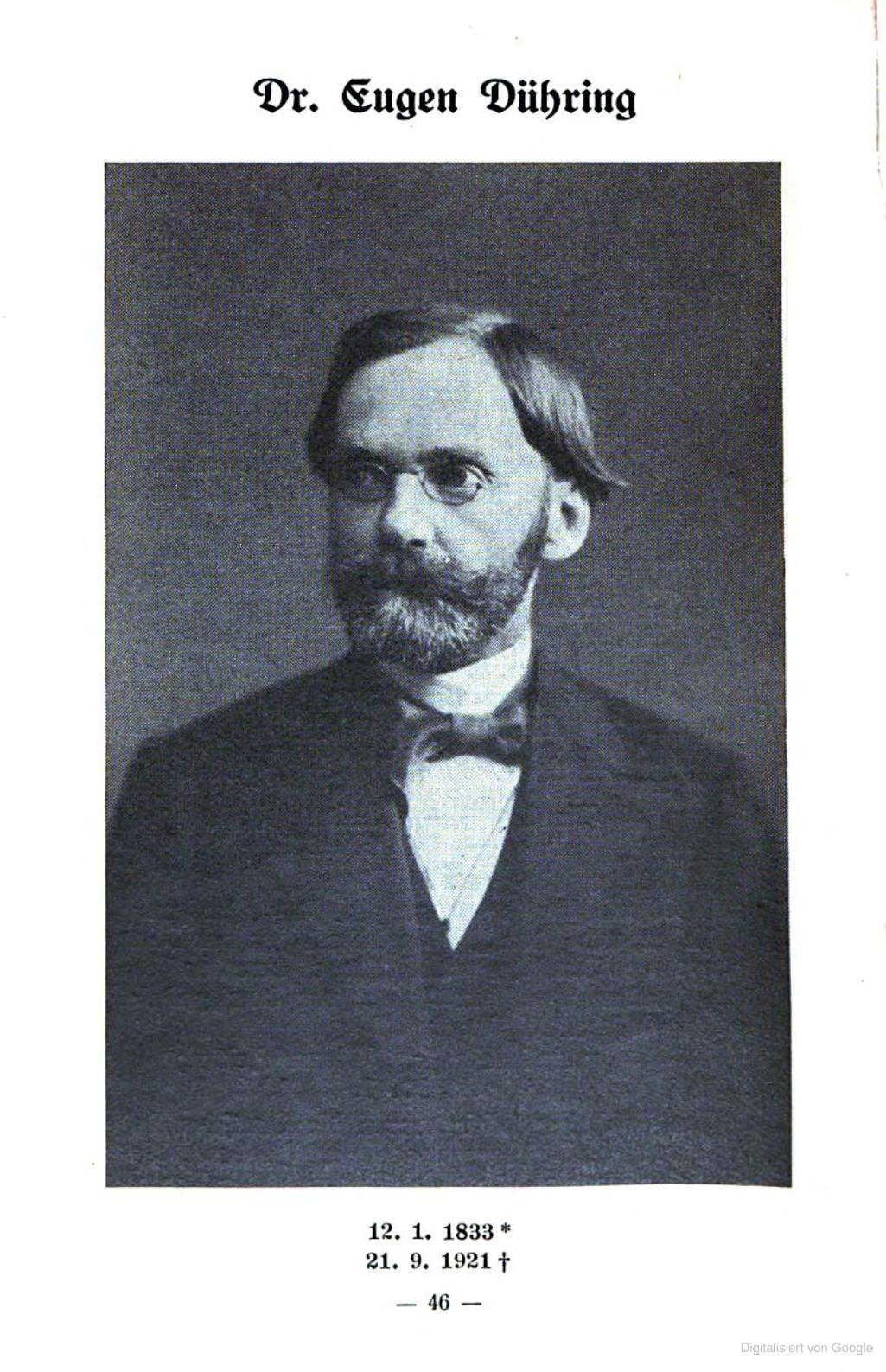
Eugen Dühring, Philosoph (gest. 1921)

Eugen Karl Dühring (* 12. Januar 1833 in Berlin; † 21. September 1921 in Nowawes) war Philosoph, Nationalökonom und Mitbegründer des Rassenantisemitismus im Deutschen Kaiserreich. Er wurde damit zu einem Vordenker des späteren Nationalsozialismus.

## Herkunft
Eugen Karl Düring wurde im unweit von Potsdam gelegenen Weberdorf Nowawes geboren (heute zum Potsdamer Stadtbezirk Babelsberg gehörend). Seine Eltern waren der Geheimsekretär der preußischen Oberbaudirektion in Berlin Wilhelm Ferdinand Dühring († 1845) und dessen Ehefrau Auguste Friederike Louise Julia Zerbig (* 1802).

## Ausbildung und akademische Tätigkeit
Eugen Dühring war auf dem Gymnasium in Joachimsthal zuletzt Primus Omnium und studierte Jura in Berlin. Bis 1859 war er als Anwalt tätig. Da er früh unter einer Sehschwäche litt, die sich bis zu seinem dreißigsten Lebensjahr zu völliger Blindheit verschlimmerte, musste er seinen Beruf aufgeben. Trotz dieser Behinderung setzte er seine Studien in unterschiedlichen Fachgebieten wie Nationalökonomie, Philosophie, Mechanik, Logik, Ethik und Literatur fort.

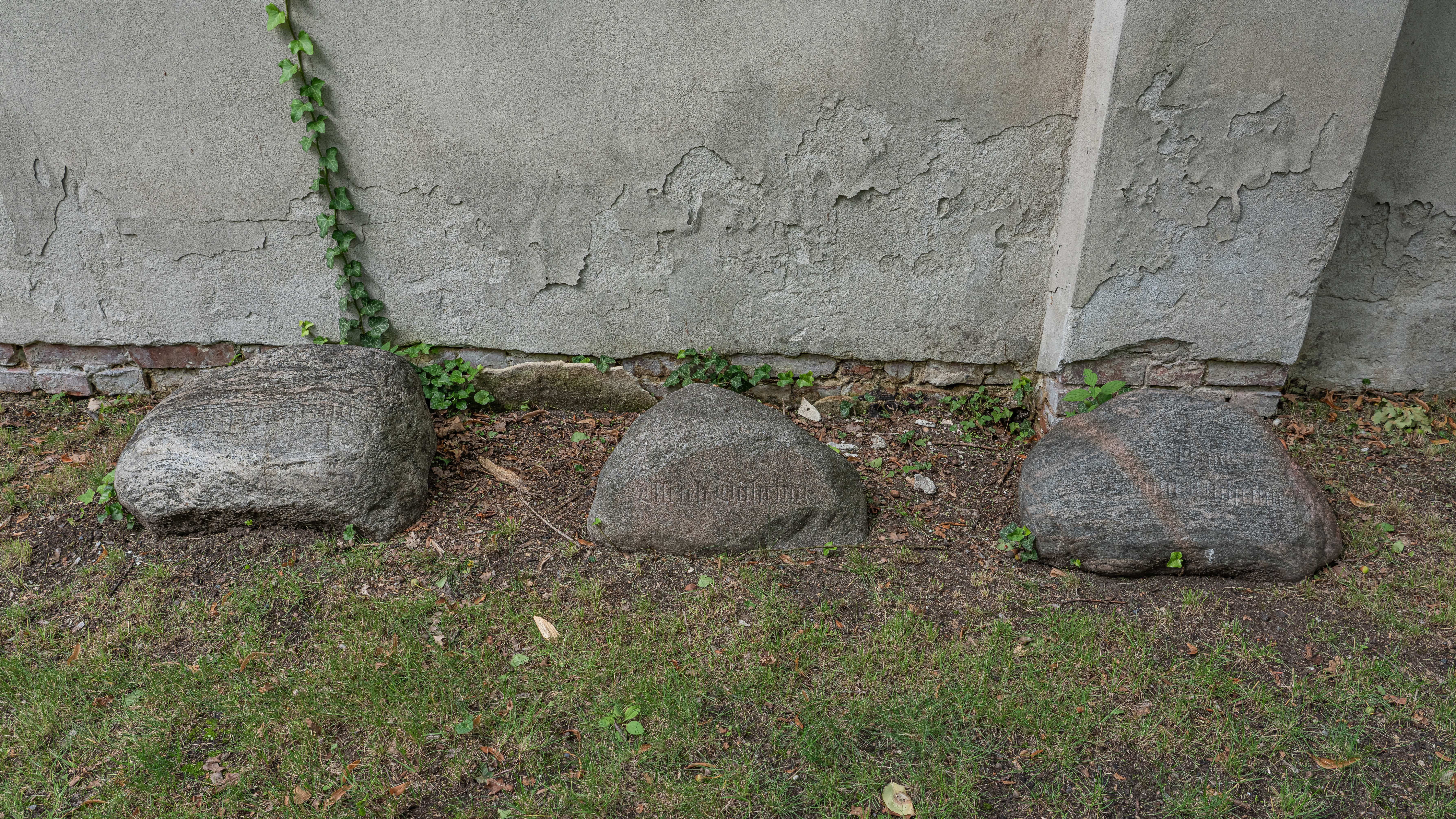
Grabstelle von Eugen Dühring und Familie, Friedhof Goethestraße (Potsdam)

1863 habilitierte sich Dühring in Philosophie, 1864 auch in Nationalökonomie. Im selben Jahr erhielt er eine Dozentenstelle an der Friedrich-Wilhelms-Universität zu Berlin. Dort geriet er jedoch in Konflikte mit Professorenkollegen. Nachdem er zudem die Universität als wissenschaftliche Einrichtung wiederholt angegriffen hatte, verlor er 1877 seine Lehrbefugnis. Von da an bis zu seinem Tod 1921 wirkte er als Privatgelehrter.

## Familie
Dühring heiratete 1862 in Berlin Emilie Gladow (1838–1911), eine Tochter des Rentiers Johann Joachim Theodor Gladow aus Demmin. Das Paar hatte zwei Söhne, darunter:
Ulrich Dühring (1863–1930), Schriftsteller

## Denken

### Positivismus, Atheismus und Materialismus
Neben Ernst Mach und Richard Avenarius war Dühring wichtiger Vertreter des deutschen Positivismus. Er erkannte nur sinnliche Wahrnehmungen und daraus abgeleitete Verstandesschlüsse als Wirklichkeit an und behauptete gegen Immanuel Kant die Übereinstimmung von objektiver Realität mit ihrer naturwissenschaftlichen Beschreibung. Mit diesem Anspruch bekämpfte er allen Subjektivismus und Idealismus, alle Religion und Metaphysik. Er lehrte in Anlehnung an Auguste Comte, Voltaire und Ludwig Feuerbach, aber gegen Hegel und Karl Marx eine „Wirklichkeitsphilosophie“, die ihm zufolge „Prinzip allseitiger Gestaltung des Lebens“ werden sollte. Er wird deshalb dem neuzeitlichen antimetaphysischen Atheismus zugerechnet. Dabei beschrieb er die Rassen als Ergebnis der natürlichen Entwicklung der Menschheit.

### Nationalökonomie und antimarxistischer Sozialismus
Seine nationalökonomischen Anschauungen gewann Dühring überwiegend in Auseinandersetzung mit Friedrich List. Er positionierte seinen rassischen „Sozialismus des arischen Volkes“ seit 1865 scharf gegen Marx, aber auch gegen Ferdinand Lassalle.
Nach dem Verlust seiner Lehrbefugnis gewann er zunehmend Sympathien in der SPD. Eduard Bernstein setzte sich für ihn bei der Parteiführung ein, auch Anarchisten oder andere Antimarxisten beriefen sich auf ihn. Auf dem Socialisten-Congresses zu Gotha vom 27. bis 29. Mai 1877 verlangten Dührings Anhänger in der SPD, dass Aufsätze von Friedrich Engels nicht mehr im Vorwärts erscheinen sollten. Dies veranlasste Engels 1878 zu seiner Gegenschrift Anti-Dühring. 
In der Sozialdemokratie waren temporäre Anhänger von Eugen Dühring: Friedrich Wilhelm Fritzsche, Max Schippel, Carl August Schramm, Julius Vahlteich, Louis Viereck und Emanuel Wurm.
Seit den Sozialistengesetzen ging Dührings Einfluss auf die Arbeiterbewegung rapide zurück.

### Rassenantisemitismus
1881 erschien Dührings Kampfschrift Die Judenfrage als Racen-, Sitten- und Culturfrage. Mit einer weltgeschichtlichen Antwort. Sie war ein pseudowissenschaftlicher Versuch, dem Antisemitismus als politischer Bewegung ein biologisches, historisches und philosophisches Fundament zu geben. Er beschrieb die „Judenfrage“ – ähnlich wie vor ihm Wilhelm Marr, aber anders als dieser mit wissenschaftlichem Anspruch – als Ausdruck eines unaufhebbaren Rassengegensatzes: Das Judentum sei von Natur aus unvermeidbar der Feind aller Kulturvölker, die sich gegen diesen wehren müssten, um nicht unterzugehen.
Die traditionelle Sicht des Judentums als Religion sei eine Irreführung durch „Priester und Religionsaufklärer“: Deshalb seien Angriffe kirchlicher Theologen wie August Rohling auf den Talmud nebensächlich. Entfalle die religiöse Maskerade, dann werde „der Jude in seiner natürlichen und unveräußerlichen Beschaffenheit offenbar“. Diese Eigenart des Judentums hätten das „niedere Volk und der gewöhnliche Bürgerstand“ mit ihren „natürlichen Instinkten“ immer gespürt. Daran könne auch die Taufe von Juden nichts ändern: Diese würde die Gefahr des Einsickerns von Juden in alle Bereiche der Nation nur vergrößern und Gegenreaktionen erzeugen. Da die jüdische Religion nur Ausdruck von Rasseeigenschaften sei, sei der Unterschied zwischen getauften, angepassten und nichtgetauften Juden hinfällig.
Der Monotheismus sei Ausdruck jüdischer Intoleranz: Der Judengott ist unduldsam wie sein Volk… Die Juden sind seine Knechte, aber dafür wollen sie die Herren der Welt sein. Auch kulturell sei die jüdische Rasse völlig wertlos und nichts als „eingefleischte Selbstsucht“. Der Jude könne nur Werte anderer Völker stehlen und ausbeuten. Als Parasit sorge er für die Korruption seiner Umgebung, da er sich dort am wohlsten fühle. Er führe „seit Urzeiten gegen das Menschengeschlecht“ einen „Unterdrückungs- und Ausbeutungskrieg“. Die Völker müssten sich gegen die Juden wehren wie Rom gegen Karthago, um nicht selbst unterzugehen. Mit diesen Formulierungen spielte Dühring auf bekannte Klischees an: das odium generis – einen den Juden in der Antike oft (etwa von Tacitus) nachgesagten „Hass gegen die Gattung Mensch“ und die zum Sprichwort gewordene Forderung Ceterum censeo Carthaginem esse delendam des römischen Senators Cato. Damit verlangte er indirekt die Vernichtung des Judentums.
Daher sei nur eine internationale Lösung der Judenfrage dauerhaft. Die Vertreibung aller Juden sei vorerst undurchführbar und würde das Problem nur an andere Orte verlagern, wo es alsbald neu auftreten werde. Diese Aufgabe müsse man daher „in eine weitere und energischere Zukunft verschieben“. So gesehen, liege die Judenfrage noch vor den Völkern. Ernsthaft zu erwägen sei gegenwärtig die „völkerrechtliche Internierung“ der Juden in für sie bestimmte Regionen. Zu einem „Judenstaat“ sei ihr „Nomadentum“ jedoch unfähig, so dass sie ihre Internierung durchbrechen und ihr Gebiet zur Basis ihrer Weltherrschaft machen könnten. Vorläufig könne man größere Judengruppen nur bei kollektivem Landesverrat „wegschaffen“; das sei dann eine Deportation. Vorerst könne nur jede Nation ihre Juden „ausgliedern“, unter Ausnahmerecht stellen und ihr Vermögen kontrollieren, um ihren Einfluss auf Staat, Presse und Erziehung völlig zu beseitigen. Verbrecher unter den Juden seien zu deportieren, Mischehen zu ächten und zu verbieten.
Dies seien jedoch nur vorläufige Schritte; das Endziel antisemitischer Politik müsse die „Ausscheidung des Judentums durch den modernen Völkergeist“ bleiben. In einer späteren Auflage dieses Aufsatzes formulierte Dühring „Ausscheidung der Judenrace aus dem modernen Völkerleben“; 1900 forderte er direkt die „Vernichtung des Judenvolkes“.
In Sociale Rettung durch wirkliches Recht statt Raubpolitik und Knechtsjuristerei aus dem Jahre 1907 warnte Dühring, dass ein „Rassenkampf“ als „Vergeltung der Erregung von Classenhaß“ durch einen „jüdischen Socialismus“ aufkommen werde.

## Rezeption
Der sozialdemokratische, später anarchistische Agitator Johann Most besprach Dührings Kursus der Philosophie sehr wohlwollend in einer Artikelfolge in der Berliner Freien Presse (10. September – 21. Oktober 1876). Mit nur wenigen Tagen Zeitverschiebung schrieb daraufhin Friedrich Engels für den Vorwärts jene Artikelfolge, die anschließend als Anti-Dühring im Buchformat erschien.
Friedrich Nietzsche schrieb 1887 in seiner Schrift Zur Genealogie der Moral im Rahmen seiner Kritik am „Ressentiment“:
„Ich erinnere Leser, die Ohren haben, nochmals an jenen Berliner Rache-Apostel Eugen Dühring, der im heutigen Deutschland den unanständigsten und widerlichsten Gebrauch vom moralischen Bumbum macht: Dühring, das erste Moral-Grossmaul, das es jetzt giebt, selbst noch unter seinesgleichen, den Antisemiten.“
Für Theodor Herzl war Dühring einer der Begründer des rassistischen Antisemitismus, der ihn in den 1890er Jahren zur Überzeugung gebracht habe, dass nur der Zionismus die Zukunft des Judentums garantieren könne.
Dührings Schrift über die Judenfrage beeinflusste spätere Antisemiten wie Theodor Fritsch, der sich in seinem Antisemiten-Katechismus von 1887 darauf berief, Houston Stewart Chamberlain und Georg von Schönerer. Dührings antisemitische Ansichten fanden über diese Rezeption später in Rassenlehren des Nationalsozialismus Eingang. So erschien Fritschs Antisemitenkatechismus in späteren Auflagen als Handbuch der Judenfrage und ab der 41. Auflage 1940 mit einem Vorwort Adolf Hitlers. Dührings Schriften wurden seit 1924 vom dazu gegründeten „Dühringbund“ neu aufgelegt, nochmals seit 1930. Auch heute wird Dühring als Vorläufer des Nationalsozialismus betrachtet.
Nach Ende des Zweiten Weltkrieges wurden Dührings Schriften Der Ersatz der Religion durch Vollkommeneres und die Abstreifung des Asiatismus (Reisland, Leipzig 1928), Die Judenfrage als Frage des Rassen-Charakters und seiner Schädlichkeiten für Existenz und Kultur der Völker (Reisland, Leipzig 1930), Fundamentale Weisheiten und Wahrheiten (Greulich, Stuttgart 1933) und Sociale Rettung durch wirkliches Recht statt Raubpolitik und Knechtsjuristerei (Reisland, Leipzig 1933) in der Sowjetischen Besatzungszone auf die Liste der auszusondernden Literatur gesetzt.
Ebenfalls Eingang auf diese Liste fanden das von Maximilian Greulich verfasste Eugen Dühring und das Arbeiterproblem, zugleich Menschheitsproblem (Reisland, Leipzig 1930) und das von Hans Reinhardt herausgegebene Dühring und Nietzsche (Reisland, Leipzig 1931) sowie Karl Holleck-Weithmanns Eugen Dühring und die nordische Weltanschauung (Dühringbund, Hanau/Main: 1934), die vom Reinhardt-Verlag in Zittau Ende der 1920er verlegten Postillen des Dühringbundes Propagandablätter bzw. Sendbogen für Dühringsche Geisteshaltung und Lebensgestaltung sowie das von 1933 bis 1936 erschienene „Wissenschaftliche Blatt für Volk und Völker“ der „Eugen Dühring-Gemeinschaft“ Der Ruck (erschienen im Verlag „Eugen Dühring“ J. Niederlich).

## Schriften
- Kapital und Arbeit, 1865 Digitalisat.
- Der Wert des Lebens, 1865 Digitalisat.
- Naturliche Dialektik, 1865 Digitalisat.
- Kritische Grundlegung der Volkswirtschaftlehre. Berlin, Eichhoff 1866 Digitalisat.
- Die Verkleinerer Carey's. Breslau 1867 Digitalisat.
- Die Schicksale meiner socialen Denkschrift für das Preussische Staatsministerium. Zugleich ein Beitrag zur Geschichte des Autorrechts und der Gesetzesanwendung. Berlin, Heimann 1868.[29]
- Kritische Geschichte der Philosophie von ihren Anfängen bis zur Gegenwart. Berlin, Heimann 1869 Digitalisat.
- Kritische Geschichte der allgemeinen Principien der Mechanik. Berlin 1873. Digitalisat
- Kursus der National- und Sozialökonomie, 1873.
- Kursus der Philosophie, 1875, ab der 4. Auflage betitelt als Wirklichkeitsphilosophie.
- Logik und Wissenschaftstheorie, 1878.
- Kritische Geschichte der Nationalökonomie und des Socialismus. 3., theilweise umgearbeitete Auflage, Fues, Leipzig 1879.
- Robert Mayer der Galilei des 19. Jahrhunderts. 2 Teile in 1 Bd. Chemnitz/Leipzig, Schmeitzner/Naumann 1880–1895 (Repr. 1972 ISBN 3-534-05606-X). Digitalisat
- Die Judenfrage als Racen-, Sitten- und Culturfrage mit einer weltgeschichtlichen Antwort, 1881 Digitalisat.
- Die Überschätzung Lessings und dessen Anwaltschaft für die Juden. Reuther, Karlsruhe und Leipzig 1881.
- Sache, Leben und Feinde. Als Hauptwerk und Schlüssel zu seinen sämmtlichen Schriften. Mit seinem Bildniss. Reuther, Karlsruhe und Leipzig 1882 (Autobiografie).
- Der Ersatz der Religion durch Vollkommeneres und die Ausscheidung alles Judenthums durch den modernen Völkergeist. Reuther, Karlsruhe und Leipzig 1883. Digitalisat 2. verb. Aufl. 1897.
- Der Weg zur höheren Berufsbildung der Frauen und die Lehrweise der Universitäten. 2. Aufl. Leipzig 1885. Digitalisat und Volltext im Deutschen Textarchiv
- Die Überschätzung Lessings und seiner Befassung mit Literatur. Thomas, Leipzig 1906.
- Kritische Geschichte der allgemeinen Principien der Mechanik. Von der philosophischen Fakultät der Universität Göttingen mit dem ersten Preise der Beneke-Stiftung gekrönte Schrift. Fues, 3. Auflage, Leipzig 1887.
- Die Größen der modernen Literatur populär und kritisch nach neuen Gesichtspunkten dargestellt. 2 Abtheilungen in 1 Band, Erstausgabe. Naumann, Leipzig 1893.
- Waffen, Capital, Arbeit. 2. völlig umgearbeitete Auflage. Verlag von Theod. Thomas, Leipzig 1906. MDZ Reader
- Sociale Rettung durch wirkliches Recht statt Raubpolitik und Knechtsjuristerei. 1907.
- Der Werth des Lebens. Eine Denkerbetrachtung im Sinne heroischer Lebensauffassung. 3. verbesserte Aufl. Leipzig 1881. Digitalisat
- Robert Mayer, der Galilei des neunzehnten Jahrhunderts Band 1 ?, Band 2
- Kritische Geschichte der allgemeinen Principien der Mechanik, 1887, Digitalisat

### Mit Ulrich Dühring
- Neue Grundmittel u. Erfindungen zur Analysis, Algebra, 1884, Digitalisat
- Neue Grundgesetze zur rationellen Physik und Chemie, 1878, Band 1, 1886, Band 2